# Alpenus rattrayi
Alpenus rattrayi là một loài bướm đêm thuộc phân họ Arctiinae, họ Erebidae.